# فرانسيس نيوتن
فرانسيس نيوتن (بالإنجليزية: Frances Newton)‏ هي مجرمة أمريكية، ولدت في 12 أبريل 1965، وتوفيت في 14 سبتمبر 2005 في هانتسفيل في الولايات المتحدة بسبب حقنة قاتلة.